# Ornithoschema oculatum
Ornithoschema oculatum är en tvåvingeart som beskrevs av Meijere 1914. Ornithoschema oculatum ingår i släktet Ornithoschema och familjen borrflugor. Inga underarter finns listade i Catalogue of Life.